# Betonglas

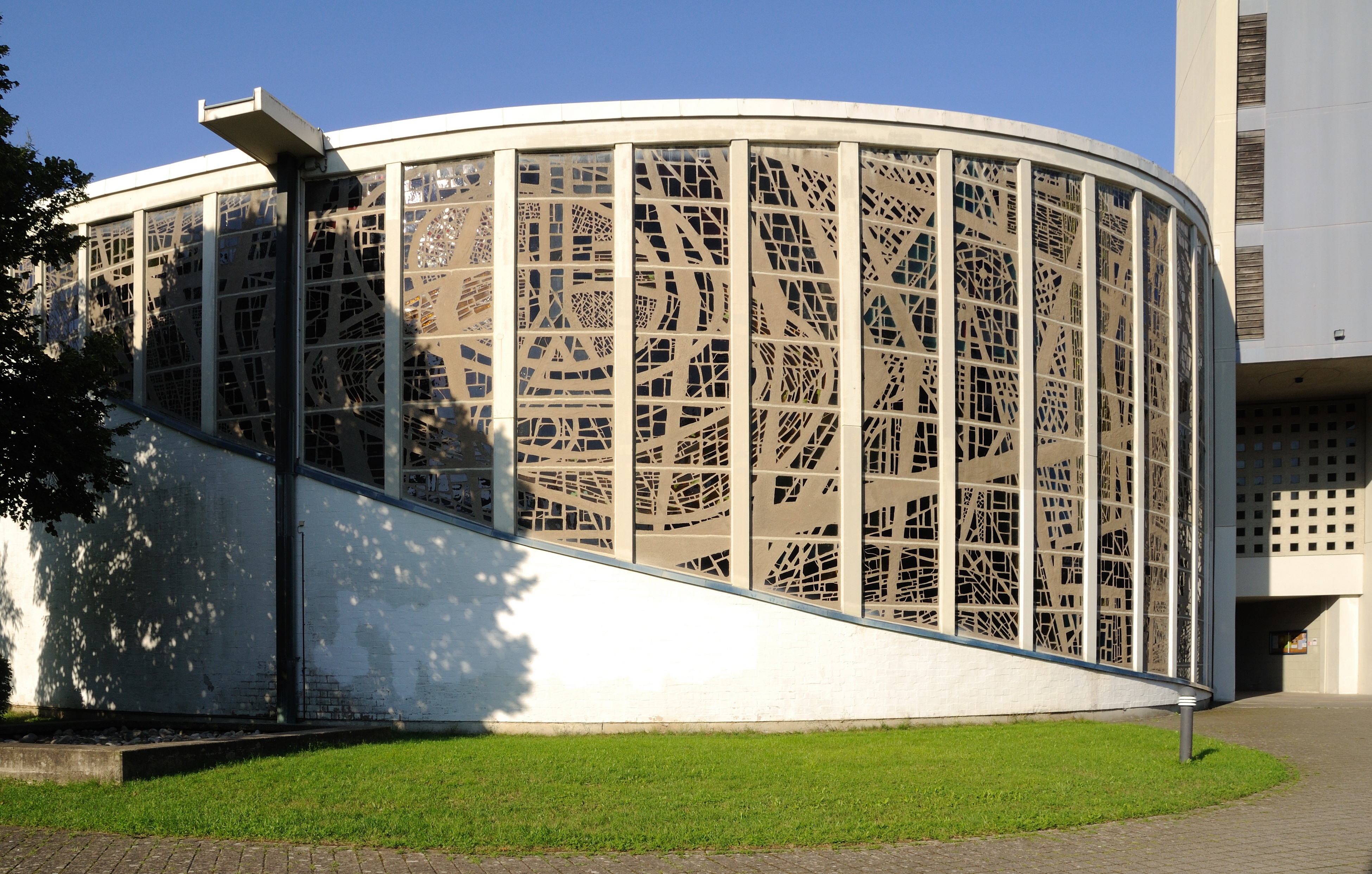
Betonglaswand

Betonglas ist ein spezielles Glas, das zur Herstellung von Glasstahlbeton benötigt wird.
Der gepresste Glaskörper ist hierbei vorwiegend quadratisch oder rund und mit massiver oder einseitig offener Form versehen. Betonglas wird in einem Pressverfahren in einem Stück oder aus zwei durch Schmelzen fest verbundenen Teilen hergestellt. Betongläser ergeben einen lichtdurchlässigen Abschluss im Außenbereich und sind in der Regel nicht als statisch mitwirkend einsetzbar.
Die Betonglastechnik wurde vor allem bei der Errichtung von Sakralbauten in den 1950er und 1960er Jahren weltweit eingesetzt.
Die Anwendungsbereiche, Formate und Ausbildungen von Betongläsern werden in der DIN EN 1051 geregelt.
Hierzu zählen u. a.:
- Bauteile aus Glasstahlbeton mit einer Verkehrslast von maximal 5,0 kN/m².
- Räumliche Tragwerke nach DIN 1045 (Schalen und Faltwerke) nur mit zylindrischen, über die ganze Dicke reichenden Betongläsern R 117.
  - in Sonderfällen (z. B. befahrbare Bauteile) nur mit Betongläsern B 117, R 117 und B 1580.